# Bradfield Heath
Bradfield Heath es una localidad situada en el condado de Essex, en Inglaterra (Reino Unido). Tiene una población estimada, a mediados de 2020, de 817 habitantes.
Está ubicada al sureste de la región Este de Inglaterra, al noreste de Londres, y a poca distancia de la ciudad de Chelmsford —la capital del condado— y de la costa del mar del Norte.